# ホーンレイク (ミシシッピ州)
ホーンレイク（英: Horn Lake）は、アメリカ合衆国ミシシッピ州のデソト郡にある都市。人口は2万6736人（2020年）。テネシー州境に近く、テネシー州メンフィスの都市圏に入っている。

## 地理
ホーンレイク市はデソト郡の北部にあり、座標では北緯34度57分31秒 西経90度2分35秒 / 北緯34.95861度 西経90.04306度 (34.958644, -90.042924)に位置している。市の北、東、南東はサウスヘイブン市と接している。アメリカ国道51号線が東側市境の大部分を構成している。北に24キロメートル行くとメンフィス市中心街となり、南は9キロメートルで郡庁所在地のヘルナンド市である。州間高速道路55号線が市のすぐ東を南北に通っており、出口287号と289号からアクセスできる。
アメリカ合衆国国勢調査局に拠れば、市域全面積は16.3平方マイル (42.3 km2)であり、このうち陸地16.0平方マイル (41.5 km2)、水域は0.3平方マイル (0.8 km2)で水域率は1.98%である。

## 経済
ホーンレイク市内には、シカゴを本拠地とするニューリー・ウェッズ・フーズの工場があり、食品加工業や飲食業のための食品コーティング、香味料、その他添加物の製造を行っている 。
カードゲームのコントラクトブリッジの大会などを運営するアメリカン・コントラクトブリッジ・リーグのの本部がホーンレイク市内にあり、関連する殿堂、博物館、図書館もある。

## 教育
ホーンレイクの公共教育は、デソト郡教育学区が管轄している。

## 人口動態
2001年、ホーンレイク市は市の西部に接していた数平方マイルの領域を併合し、人口では約6,000人を加えた。
ホーンレイクはアフリカ系アメリカ人の人口が急成長して来ており、ヒスパニック系の人口も増えてきた。2010年国勢調査では、非ヒスパニックの白人の構成比が56.3%（2000年では83%）、アフリカ系アメリカ人33%（2000年では12%）、ヒスパニック系8%、アジア系1%、アメリカ・インディアン0.4%、混血2.3%となっていた。
以下は2000年の国勢調査による人口統計データである。
| 基礎データ - 人口: 14,099 人 - 世帯数: 4,934 世帯 - 家族数: 3,754 家族 - 人口密度: 751.9人/km2（1,947.5 人/mi2） - 住居数: 5,153 軒 - 住居密度: 274.8軒/km2（711.8 軒/mi2） 人種別人口構成 - 白人: 83.0% - アフリカン・アメリカン: 12.3% - ネイティブ・アメリカン: 0.5% - アジア人: 0.9% - 太平洋諸島系: 0.1%未満 - その他の人種: 2.2% - 混血: 1.1% - ヒスパニック・ラテン系: 4.3% | 年齢別人口構成 - 18歳未満: 32.6% - 18-24歳: 10.1% - 25-44歳: 36.5% - 45-64歳: 16.1% - 65歳以上: 4.8% - 年齢の中央値: 29歳 - 性比（女性100人あたり男性の人口） - 総人口: 97.7 - 18歳以上: 93.4 世帯と家族（対世帯数） - 18歳未満の子供がいる: 47.3% - 結婚・同居している夫婦: 54.1% - 未婚・離婚・死別女性が世帯主: 15.9% - 非家族世帯: 23.9% - 単身世帯: 18.1% - 65歳以上の老人1人暮らし: 4.6% - 平均構成人数 - 世帯: 2.86人 - 家族: 3.22人 | 収入と家計 - 収入の中央値 - 世帯: 40,396米ドル - 家族: 43,495米ドル - 性別 - 男性: 32,595米ドル - 女性: 25,045米ドル - 人口1人あたり収入: 17,183米ドル - 貧困線以下 - 対人口: 6.7% - 対家族数: 6.1% - 18歳未満: 6.6% - 65歳以上: 17.6% |

## 著名な出身者
- ゲイリー・ノース、経済学者、神学者、歴史学者、ホーンレイク在住[10]

## 見どころ
「エルビス牧場」は、エルヴィス・プレスリーがその生涯の最後の10年間で所有していた、広さ154.5エーカー (0.625 km2) の牧場であり、ホーンレイク市内にある。